# Anonychomyrma tigris
Anonychomyrma tigris é uma espécie de formiga do gênero Anonychomyrma.